# Старлин, Джим
Джим Старлин (англ. Jim Starlin; род. 9 октября 1949, Детройт, Мичиган, США) — американский автор комиксов. Является создателем таких персонажей, как Танос, Дракс Разрушитель, Гамора и Шан-Чи.

## Ранние годы
Джим Старлин родился 9 октября 1949 года в Детройте. Он был воспитан католиком. В 1960-х Старлин служил авиационным фотографом в ВМС США во Вьетнаме. В свободное от работы время он рисовал различные комиксы.

## Награды
- 1973: Shazam Award — Outstanding New Talent[6]
- 1975: Inkpot Award[7]
- 1986: Bob Clampett Humanitarian Award[8]
- 2014: Inkwell Awards — Special Ambassador (август 2014 — н. в.)[9]
- 2017 Eisner Award — Hall of Fame[10]